# 非洲椰子猫
非洲椰子猫又称双斑狸，是分布于非洲的一种小型哺乳动物，为双斑狸科（Nandiniidae）中唯一的一种，有的资料划归为灵猫科的一个亚科——双斑狸亚科（Nandiniinae）。主要以植物的果实为食，也吃昆虫等小动物。